# Sŭngam-nodongjagu
Sŭngam-nodongjagu är en ort i Nordkorea.   Den ligger i provinsen Hambuk, i den nordöstra delen av landet, 400 km nordost om huvudstaden Pyongyang. Sŭngam-nodongjagu ligger 12 meter över havet och antalet invånare är 11 406.
Terrängen runt Sŭngam-nodongjagu är kuperad västerut, men österut är den platt. Havet är nära Sŭngam-nodongjagu åt sydost.  Närmaste större samhälle är Chongjin, 16,5 km nordost om Sŭngam-nodongjagu. 